# Wout Van Dessel

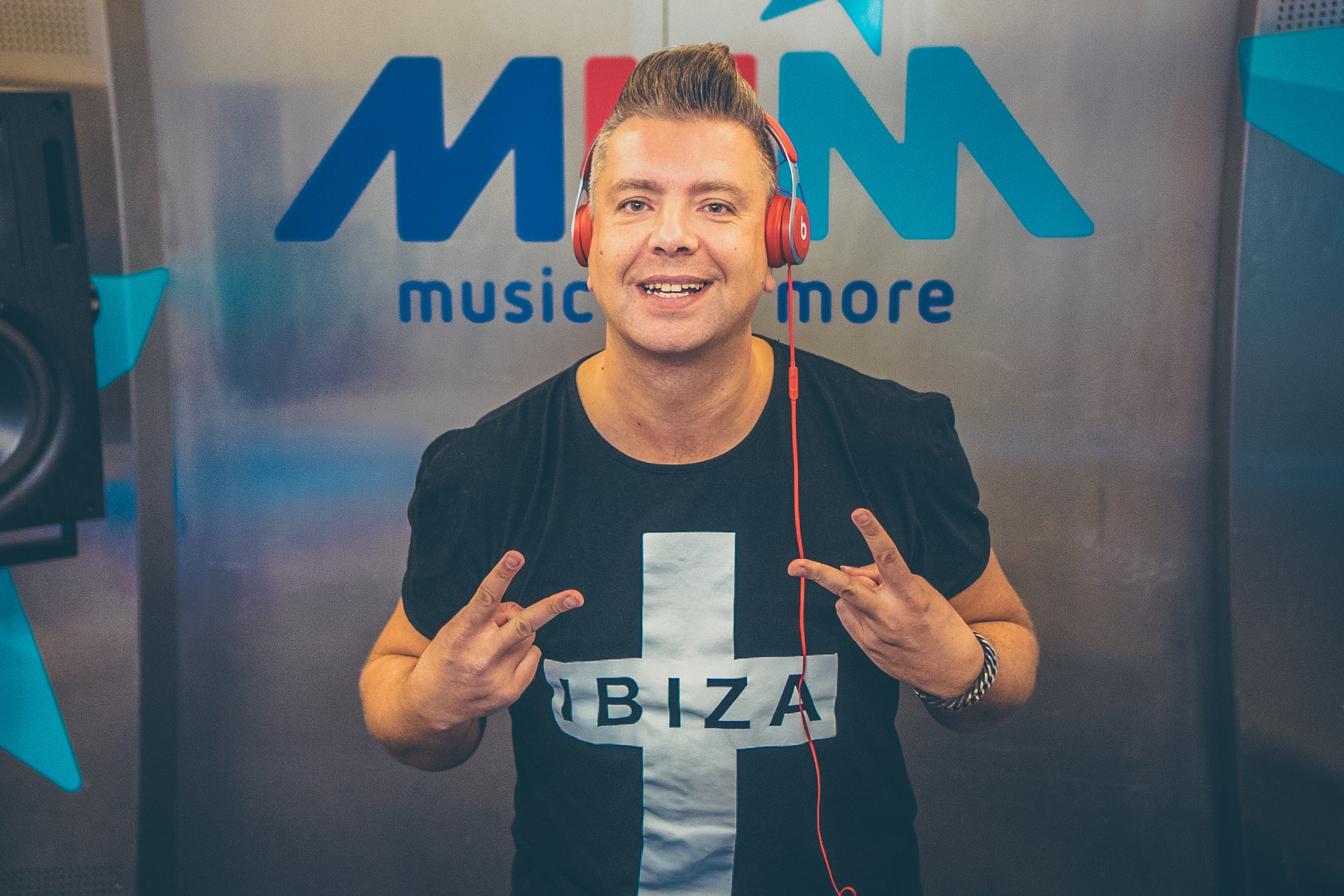
Van Dessel, 2017

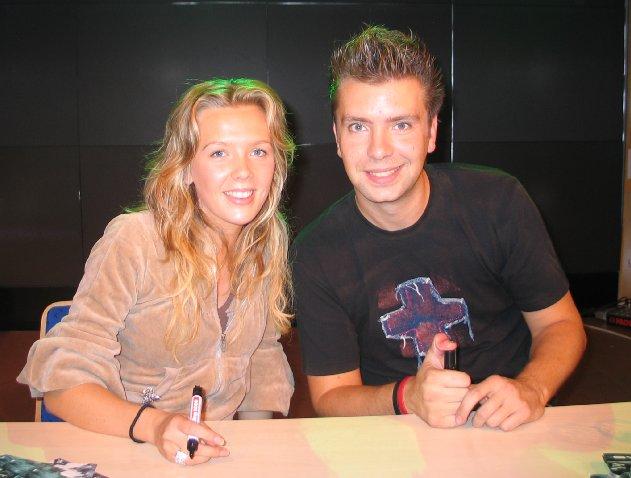
Wout Van Dessel (rechts) und Silvy de Bie während einer Autogrammstunde in Hamburg

Wout Van Dessel (* 19. Oktober 1974 in Lier, Belgien) ist ein belgischer DJ, Produzent, Remixer und Songwriter. Als DJ ist er unter seinem Künstlernamen DJ Wout bekannt. International ist er als Produzent und Songwriter vor allem durch die belgische Formation Sylver bekannt geworden.

## Geschichte
Van Dessel begann mit seiner Arbeit im Jahr 1990 und wirkte als DJ in verschiedenen Kult-Clubs in Belgien, etwa im „Carat“ und im „Illusion“ (Dort ist er bis heute Resident-DJ). Nebenbei trat er bei großen internationalen Veranstaltungen, wie etwa der Loveparade in Berlin auf und absolvierte eine Tour durch Südafrika und Russland. Im Jahr 1999 traf er in seinem Club „Illusion“ auf die damals 18-jährige Sängerin Silvy de Bie, seither arbeiten beide zusammen und veröffentlichten im Jahr 2000 unter dem Synonym Liquid feat. Silvy ihren ersten Song mit dem Titel Turn the Tide. Dieser Song erreichte auf Anhieb Rang 1 der flämischen Charts und nach der Namens-Änderung auf „Sylver“ erlangte dieses Lied auch die Top 10 in Deutschland und verkaufte sich über 500.000-mal. Das dazugehörige Album „Chances“ stand insgesamt 49 Wochen in den deutschen Top-100. Bis heute zählen Wout Van Dessel und Silvy de Bie zu den erfolgreichsten Künstlern aus Belgien und erlangten bisher sieben Top-20-Hits in Deutschland und verkauften über 2 Millionen Tonträger.

## Persönliches
Wout Van Dessel ist ein großer Sportfan und spielte mit seinen 1,92 m selbst einmal Basketball.

## Projekte
| Projektname                      | Zeitraum   | Beteiligte Personen (neben Wout Van Dessel) |
| -------------------------------- | ---------- | ------------------------------------------- |
| 2 in da Bush                     | 1997       | Regi Penxten                                |
| Flesh & Bones                    | 2002–2003  | Regi Penxten, Birgit Casteleyn              |
| Illusion 10 By Dj Wout Ft. K-Lab | 1996       | Regi Penxten                                |
| DJ Wout                          | 1996–heute | –                                           |
| Regi & Wout                      | 2006       | Regi Penxten                                |
| Sylver                           | 2000–2013  | Regi Penxten, Silvy de Bie, John Miles Jr.  |
| The Guacimo Project              | 1999       | –                                           |
| Typhoon                          | 2008       | Dennis Horstmann, Nathalie                  |
| Yoni                             | 2001       | –                                           |

## Diskografie
Die hier aufgelisteten Singles sind die unter dem Namen DJ Wout oder Wout veröffentlichten Tonträger als Solokünstler und DJ.

### Alben
- 2000: Trancescape 1
- 2004: Mystique Live Vol. 1
- 2005: Live in Moskow
- 2006: Illusion the Yellow Zone

### EPs
- 1996: Wasichu
- 1998: Endless Road
- 2001: Island of Trance

### Singles
- 1996: Adorable (mit K-Lab)
- 2001: All Night Long / Crystal Clear (mit Tales Of DJ Philip)
- 2001: The Awakening
- 2004: The Truth
- 2004: Mastermind
- 2005: Somebody Else
- 2006: Larger Than Life (mit Regi)
- 2008: Shake ’n’ Bake (vs Guy’Do)
- 2008: Shookie
- 2008: I Can’t Stop
- 2012: Entourage (mit Tyler Traxx)
- 2013: Take You There (mit C-Du & Big Dawg)
- 2013: Sinrise (mit Robert Abigail)
- 2013: Make It Pop (mit Teka B)
- 2015: Masterblaster (mit MC Pyro)

## Auszeichnungen
- 2005: „TMF Award“ in der Kategorie „Best DJ Nationaal“, Belgien.[3]